# Codru, Telenești
Codru este un sat din cadrul comunei Mîndrești din raionul Telenești, Republica Moldova.